# Прапор Обухівського району
Пра́пор Обу́хівського райо́ну — офіційний символ Обухівського району Київської області, затверджений 24 січня 2003 року рішенням № 45.05. XXIV сесії Обухівської районної ради 4 скликання «Про символіку Обухівського району».

## Опис
Прапор являє собою прямокутне полотнище синього кольору зі співвідношенням сторін 2:3, центрі якого розміщено елемент герба району: золоте колесо на тлі червоного сонця. Зовнішній діаметр колеса дорівнює ⅓ ширини прапора.